# Carl Wernicke
Carl Wernicke (Tarnowitz, Porosz Királyság, 1848. május 15. – Dörrberg, 1905. június 15.) német fiziológus, anatómus, pszichiáter és neuropatológus, a neuropszichológia atyja.

## Tanulmányai, pályafutása
Az oppelni gimnázium elvégzése után a Breslaui Egyetemen kezdte el orvosi tanulmányait. 1870-ben megszerezte diplomáját, majd Heinrich Neumann asszisztenseként az allerheiligen-i kórház pszichiátriai osztályán dolgozott. Fél évet a Bécsi Egyetemen töltött, ahol Theodor Meynert tanítványaként neuroanatómiával foglalkozott. 
1875-ben pszichiáter szakképesítést kapott, majd Berlinbe utazott, ahol három évet töltött el Karl Westphal (1833-1890) első asszisztenseként a Charité Kórházban. 1878-tól önállóan praktizált Berlinben, 1885-ben pedig kinevezték a Breslaui Egyetem neurológiai és pszichiátriai tanszék docensének, 1890-ben pedig a tanszékvezetőnek. 1904-től a hallei egyetemen oktatott. 
1905-ben a türingiai erdőben kerékpáros baleset érte, sérüléseibe belehalt.
Wernicke azon kevesek közé tartozott a 19. században, akik azt állították, hogy a különböző mentális betegségek az agy abnormális működésével magyarázhatók; vagyis az agyi működést úgy magyarázták, hogy az agykérgen funkció szerint területeket lehet elkülöníteni, amik az adott feladatért felelősek.

## Kutatásai

### Wernicke enkefalopátia
Enkefalopátiának nevezzük az agy különböző eredetű működészavarait. A Wernicke-enkefalopátiát alapvetően a B1-vitamin hiánya okozza, ami miatt speciális enzimek nem működnek. Tünete: delirium (nyugtalanság, zavartság), nystagmus (szemtekerezgés) és ataxia (egyensúly- és járászavar). Néhány esetben a VI. agyideg is működésképtelenné válik. A foramen interventriculare körüli szürkeállományi sejtcsoport bevérzik, így az itt található funkciók károsodnak. Gyógyítása a B1 vitamin pótlásával lehetséges. Kezelés nélkül a betegek kómába kerülhetnek, de a betegségnek halálos kimenete is lehetséges.
Gyakran a Wernicke-enkefalopátiával együtt jelentkezik a Korsakoff-szindróma, ami a rövid távú memória súlyos zavarával jár.

### Wernicke-afázia
1873-ban, bécsi tanulmányútja alatt egy agyvérzést átélt páciens kereste fel: tudott beszélni, hallása tökéletes volt, ennek ellenére mégsem értette meg sem a verbális sem pedig az írott szavakat. Később a férfi boncolását Wernicke végezte; a bal agyfélteke parietális-temporális lebeny határánál sérülést fedezett fel. Ezek után levonhatta azt a következtetést, hogy ez a terület, amely közel van az auditoros területhez, valószínűleg a beszédértésért felelős. Ezt a betegséget szenzoros afáziának nevezte el, ma Wernicke-afáziaként és receptív afáziaként is ismert. Ebben az afáziában szenvedőkre jellemző, hogy beszédük nyelvtanilag helyes, de összefüggéstelen, tartalmatlan. Sokszor kitalált szavakat is használnak, ebből következtethetünk arra, hogy a sérülés a fogalmak használatában okoz problémát. Azt a területet, amelynek sérülése a ilyen tünetekkel jár, első lejegyzője után, Wernicke-területnek nevezzük. Példa egy Wernicke-afáziás beteg beszédére:
„Jaj, rettenetesen izzadok. Hosszú ideges vagyok, tudja, időnként fellobnak, feldobom magam. Nem tudom a narkozit megmondani, egy hónapja egy kicsit, egy nagyon jó volt, sokat javítok még, másrészt, tudja, mit akarok mondani, állandóan rohangálnom kell mindenfélét nézegetni, serregetni meg efféle.”
Egy másik kutató, Paul Broca szintén egy beszéddel kapcsolatos afáziát írt le; ez a motoros afázia, más nevén Broca-afázia. A Broca-afáziában szenvedőknek az agy bal oldali homloklebeny oldalsó része sérült. A beteg nem képes a szavak helyes kiejtésére, lassan és nehézkesen beszél.

### Wernicke–Geschwind-modell
Wernicke a kutatásai alapján felállította a nyelvi produkció és a beszédértés modelljét, amely a mai napig tartalmaz érvényes állításokat. Geschwind Wernicke kutatásai alapján dolgozta ki saját modelljét, így együtt, Wernicke–Geschwind-modellként emlegetjük.
A modell szerint a Broca-területben tárolódnak azok az artikulációs kódok, amely alapján a külső izomtevékenységek létrejönnek; vagyis a kódok a motoros kéregben aktiválják a beszédprodukcióhoz szükséges szerveket (ajkak, nyelv, gége).
A Wernicke-területben azonban az auditoros kódok és a szavak jelentései raktározódnak. Így az általunk kimondott szavak esetében először a Wernicke-terület aktiválódik, majd a Broca-területben felelevenedik a szó kimondásához szükséges motoros kód, amely a motoros kéregbe kerül. Egy hallott szó esetén tehát a hallókéregből a Wernicke-területre jut az információ, ahol az agy összehasonlítja a hallott szót  az elraktározott auditoros kódokkal, így kialakítva a szó fogalmát.
Wernicke kutatásai rendkívüli mértékben előre vitték a német pszichiátriát, munkái százéves távból is érvényes adatokat tartalmaznak.

## Munkái magyar közgyűjteményekben
- Der aphasische Symptomencomplex : eine psychologische Studie auf anatomischer Basis / C. Wernicke. Breslau : Max Cohn und Weigert, 1874. 72 p. ill.
- Physiologie der Bewegungen : nach electrischen Versuchen und klinischen Beobachtungen mit Anwendungen auf das Studium der Lähmungen und Entstellungen / von G. B. Duchenne ; aus dem Französischen übersetzt von C. Wernicke. Cassel ; Berlin : Fischer, 1885. XXVII, 663 p. ill.